# 巨頭オ
巨頭オ（日文：／ Kyotō O）是日本2ch的都市傳說，传说中存在写有字样的路牌且会在附近遇到不明生物。

## 概要

### 关于的含义
有两种说法。一种是“汉字的一部分，另一部分遭到破坏”，另一种说法是“实际上是表示方向的箭头↗”。

### 传说内容
故事的主角以前開過車到山遊玩，記得旅館附近有個小村莊，他想回去看看。他憑著記憶力到了那裏，本应有一個牌子寫着距離OO村還有多少公里，但是卻只有一个寫了的路牌。開車進入後只看到廢村。後來有个頭很大的不明生物从草丛中冒出，像企鵝般搖搖晃晃向他逼近。很快，不明生物越来越多。他只好開車跑走。后来在地图上查找了一下，这个废村的位置与他多年前去过的村庄确实是同一个地方。

## 查證
2ch上这一故事的最初发表者是一个ID为“rndLxfFV0”的匿名用户，发了多篇风格类似（去往偏僻地区并遭遇不明生物）的文章，所以被认为是虚构故事的可能性很高。另外，此用户因为在帖子中引用游戏《浪漫沙加3》的台词，被推定为“25-30岁，喜欢创作和怪谈的男性”。
另外，推特上ID为的网友表示在鹿儿岛县看到了牌子，并問有沒有人知道這地方。引發許多人前往探險，有人聲稱去了照片的場所沒看到牌子。

## 事實
巨頭村位於中華人民共和国湖南省邵陽市洞口县。
陕西省延安市黄陵县田庄镇存在南巨头村。